# Stenodema sequoiae
Stenodema sequoiae är en insektsart som beskrevs av Bliven 1955. Stenodema sequoiae ingår i släktet Stenodema och familjen ängsskinnbaggar. Inga underarter finns listade i Catalogue of Life.